# توزيعة لينكس
لينكس هو نواة نظام تشغيل وليس نظام تشغيل متكامل، وبدمجه مع مجموعة أدوات مشروع جنو تحصل على نظام تشغيل. ولكن نظام جنو/لينكس لا يكفي المستخدمين العاديين. ولكن بإضافة بعض البرمجيات مثل أوبن أوفيس، وهي باقة تطبيقات مكتبية حرّة ومتعددة المنصات، وبيئة سطح مكتب مثل جنوم تحصل على نظام تشغيل يصلح للقيام بأعمالك اليومية.
من هنا ظَهر ما يُسمى بالتوزيعات، حيث تقوم هذه التوزيعات بتجميع نواة نظام التشغيل لينكس مع مجموعة من البرامج مفتوحة المصدر غالبا وبرامج مشروع جنو وأدوات أخرى حسب الغرض من التوزيعة والمستخدمين المستهدفين منها.
كل توزيعة من توزيعات لينكس لها مميزاتها الخاصة بها، وقد طورت لتناسب مجموعة معينة من المستخدمين، بعضها يدعم لغة ما وبعضها يعمل كجدار حماية والبعض الآخر يتميز بصغر حجمه، وتحاول بعض من هذه التوزيعات أن تكون مناسبة لطيف واسع من المستخدمين، وذلك لجذب أكبر عدد منهم.
أغلب التوزيعات ممكن أن تلبي احتياجاتك ولكن مع فروقات قليلة، حيث أن بعضها يأتي مع أدوات تسهل عملية تثبيت النظام، وبعضها يسهل العديد من المهمات.

## أعداد مستخدمي كل توزيعة
إحدى النتائج المترتبة على حرية نظام جنو/لينكس هي عدم إمكانية عدّ مستخدمي كل توزيعة بدقة. ولكن يعمل موقع Distrowatch على توفير إحصائيات للتوزيعات بناء على عدة مؤشرات

## بعض توزيعات لينكس

### توزيعات لينكس العربية
- أوروك جنو/لينكس
- سبيلي (متوقفة) (Sabily)
- جواثا لينكس (Joatha Linux) (متوقفة)
- أعجوبة (ojuba)
- هلال لينكس (هلال لينكس) (متوقفة)
- أريبيان لينكس (arabian linux) (متوقفة)
- بنتو (BinToo) (متوقفة)
- عربكس [1] (متوقفة)
- VectARA (متوقفة)
- القط الأسود (متوقفة)
- فرتكس (متوقفة)
- تيرا (متوقفة)
- ديبي (متوقفة)
- حيدر لينكس (أقدم توزيعة عربية - متوقفة)
- واحة لينكس
- كنزي لينكس

### توزيعات لينكس العالمية
- دبيان (Debian)
- ريد هات إنتربرايس لينكس (RHEL)
- أوبونتو (Ubuntu)
- فيدورا (Fedora)
- لينكس مينت (linux mint)
- سلاكوير (Slackware)
- اوبن سوزي (opensuse)
- ماندريفا لينكس (Mandriva)
- ارش لينكس (arch)
- لينسباير (Linspire)
- نوبكس (Knoppix)
- جنتو (Gentoo)
- بي سي لينكس أو إس (pclinuxos)
- جي أو إس (gOS)

## لقطات من التوزيعات المختلفة

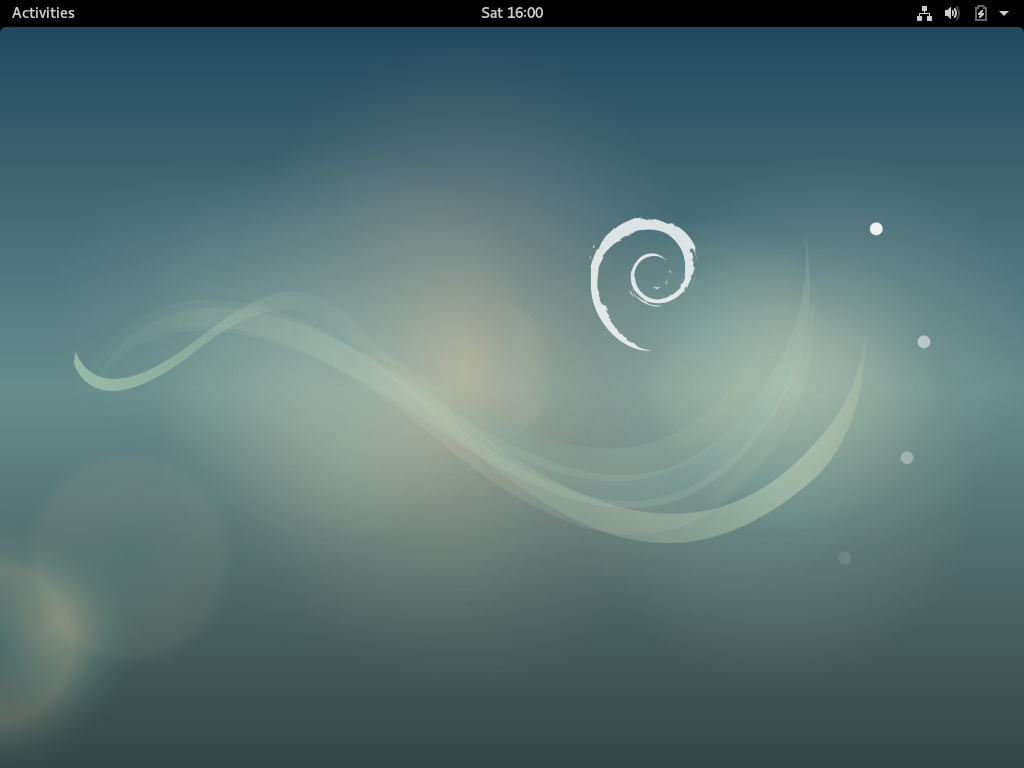
دبيان 6.0 "سكويز"
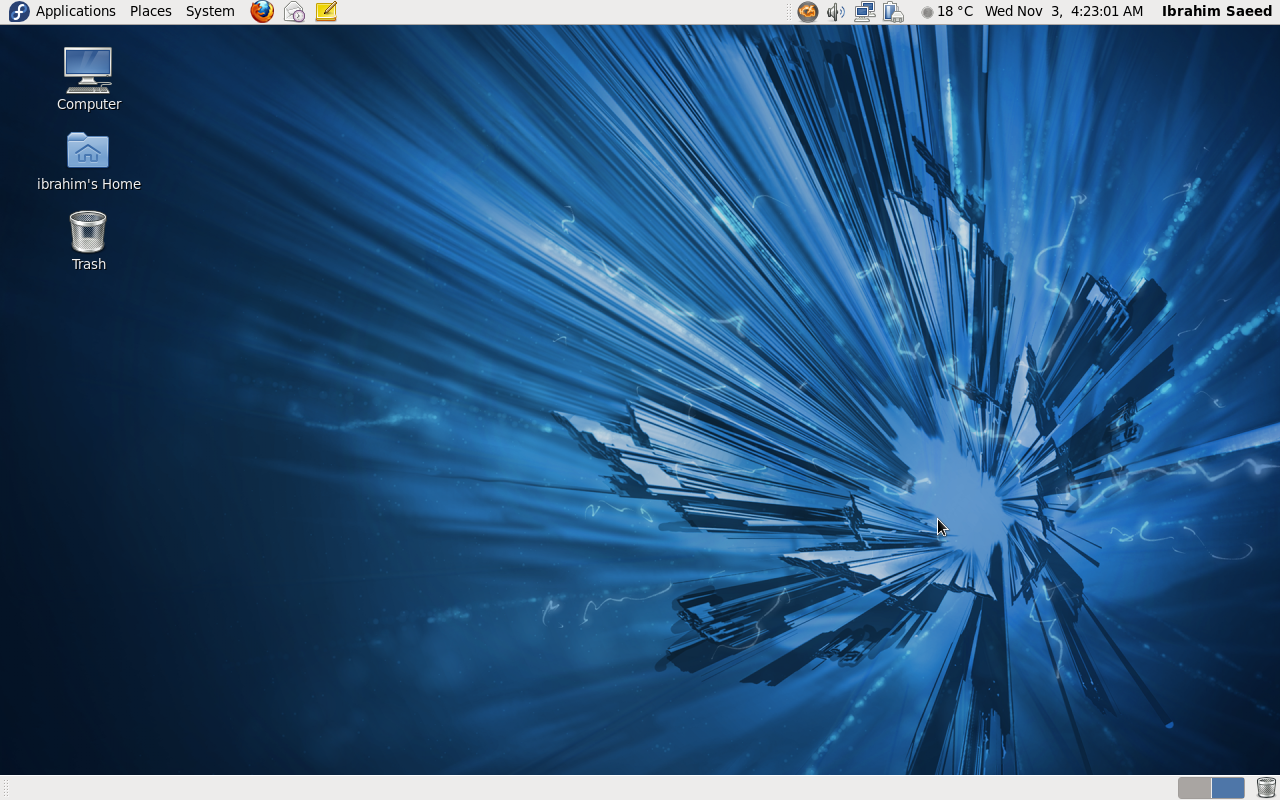
فيدورا 14
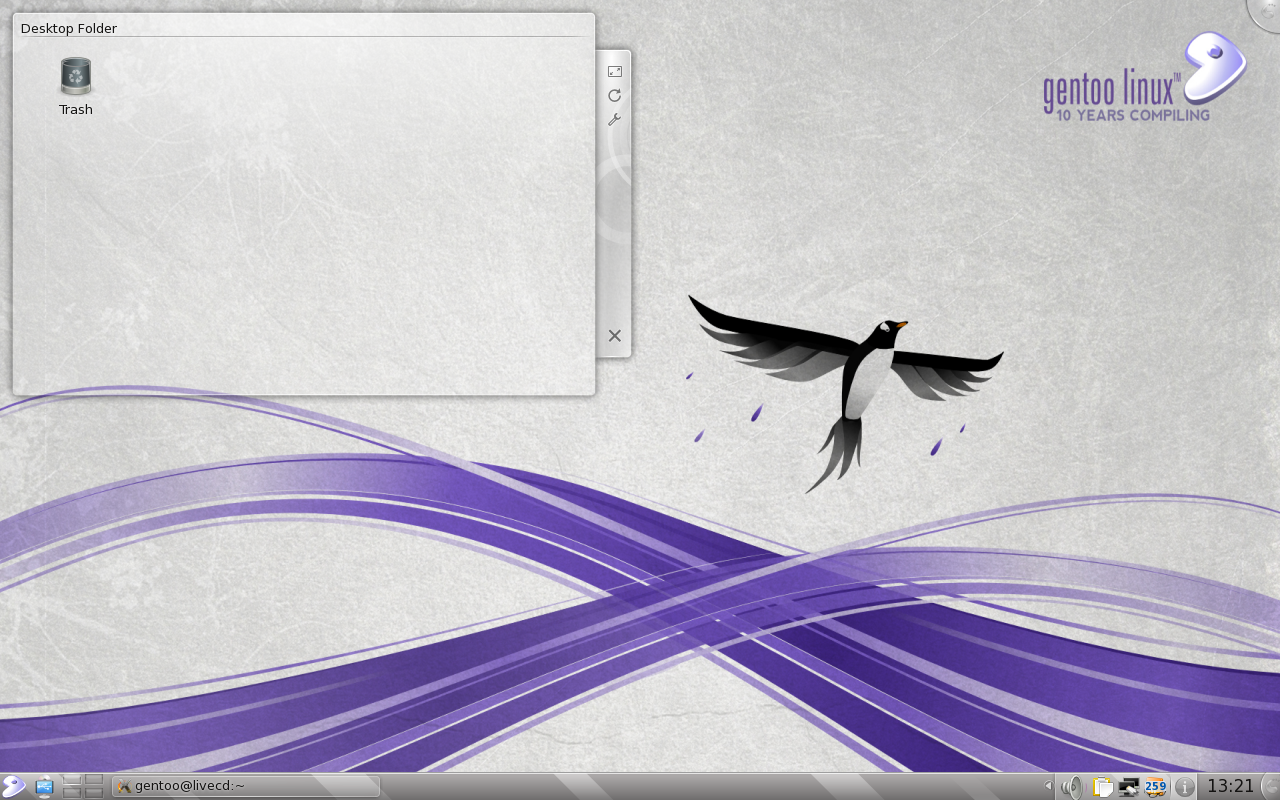
جنتو لينكس 10.1
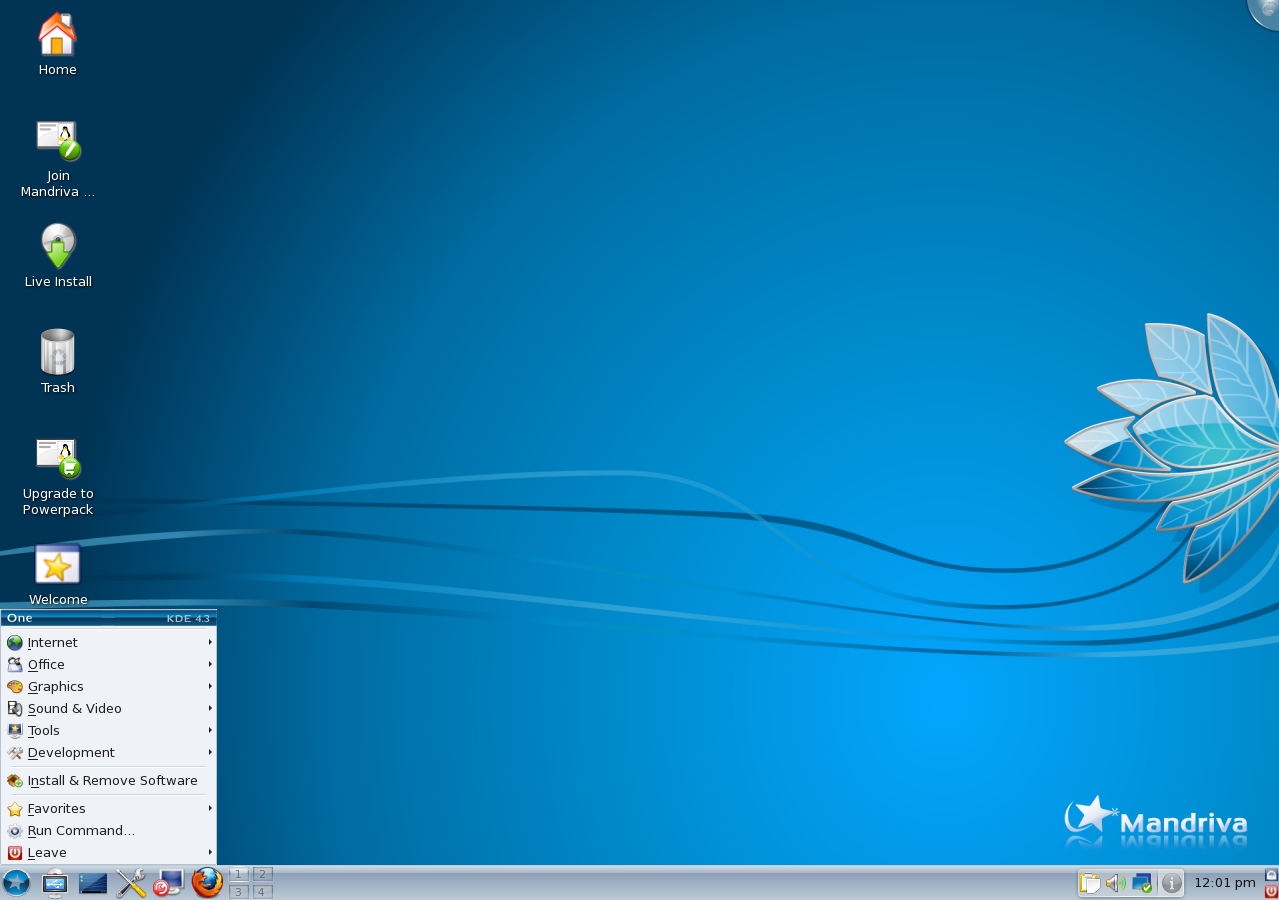
ماندريفا 2010.0
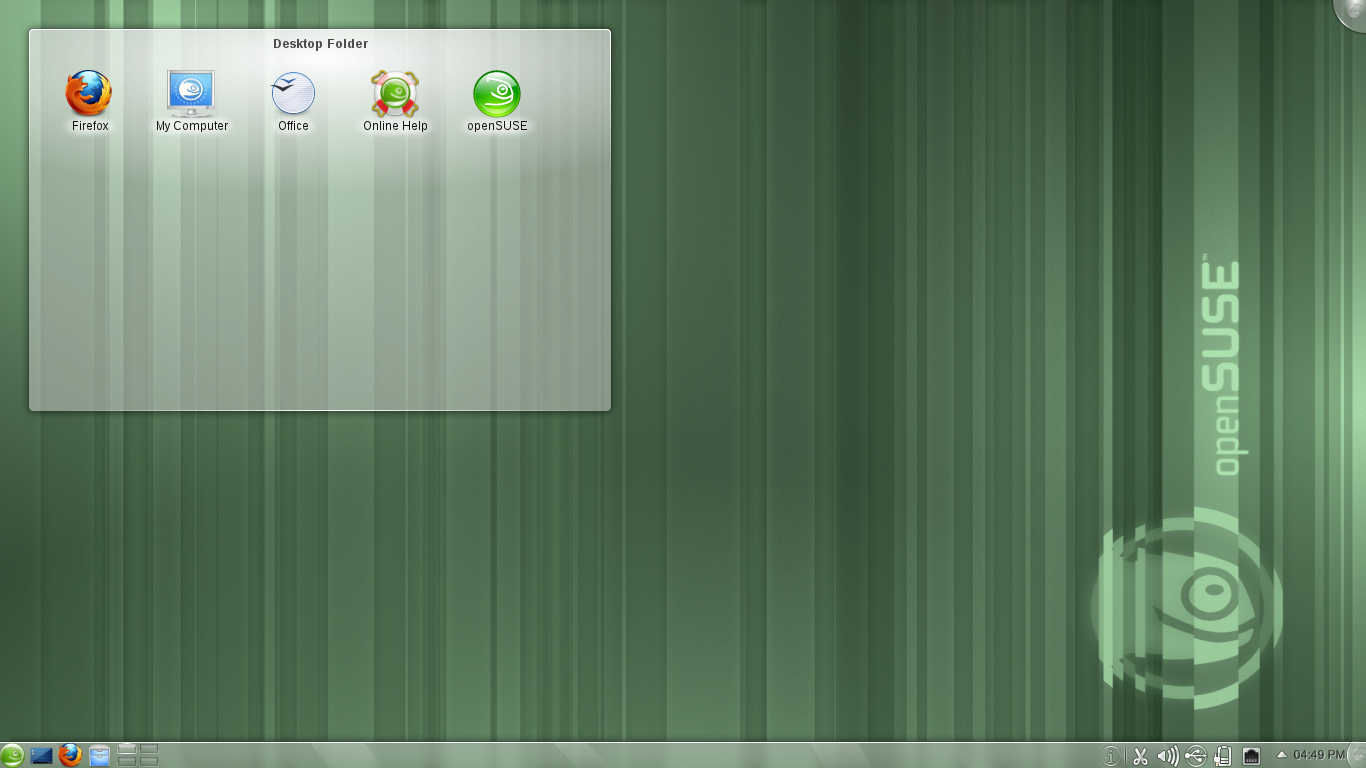
اوبن سوزي 11.4
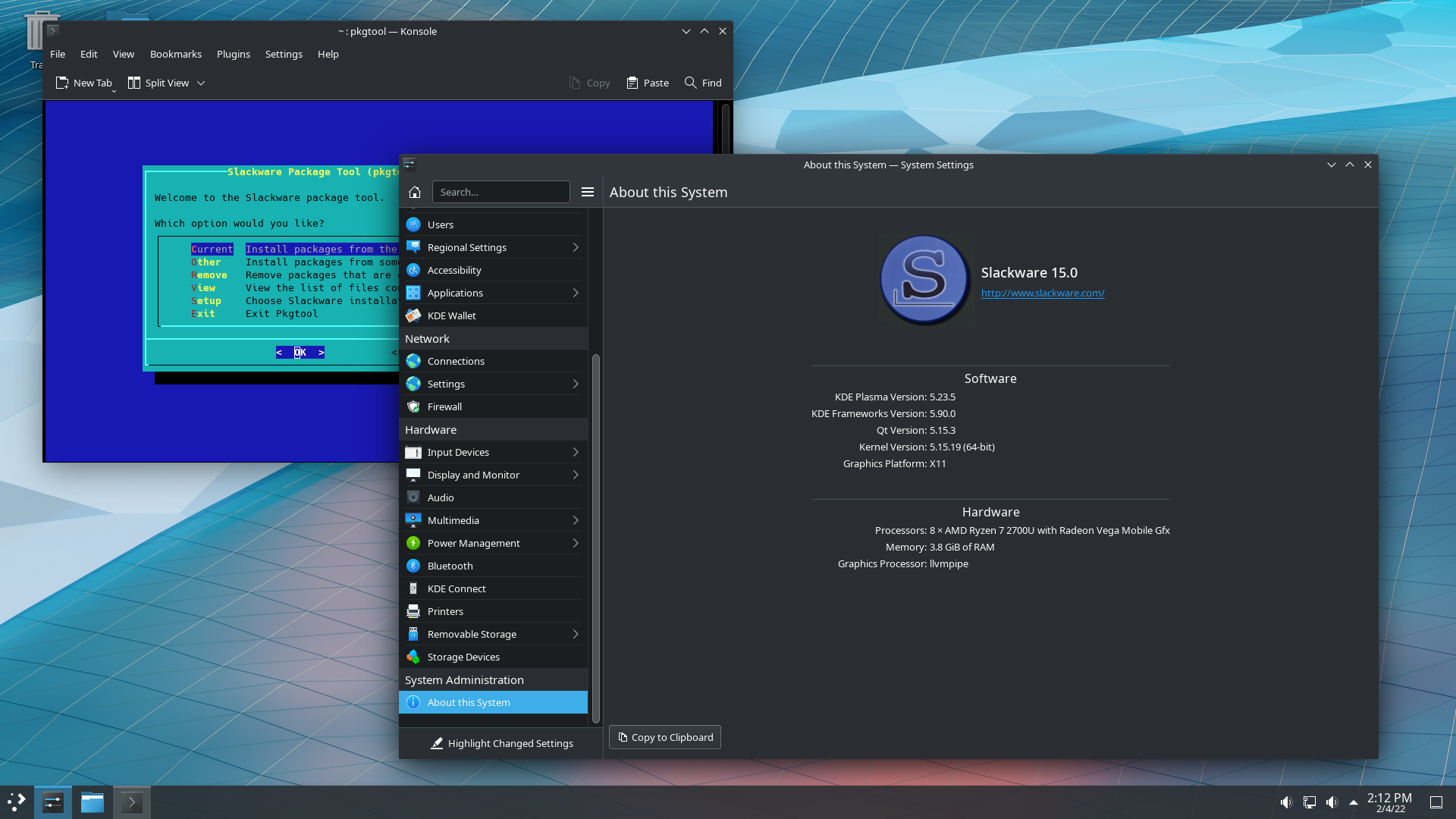
سلاكوير 15.0
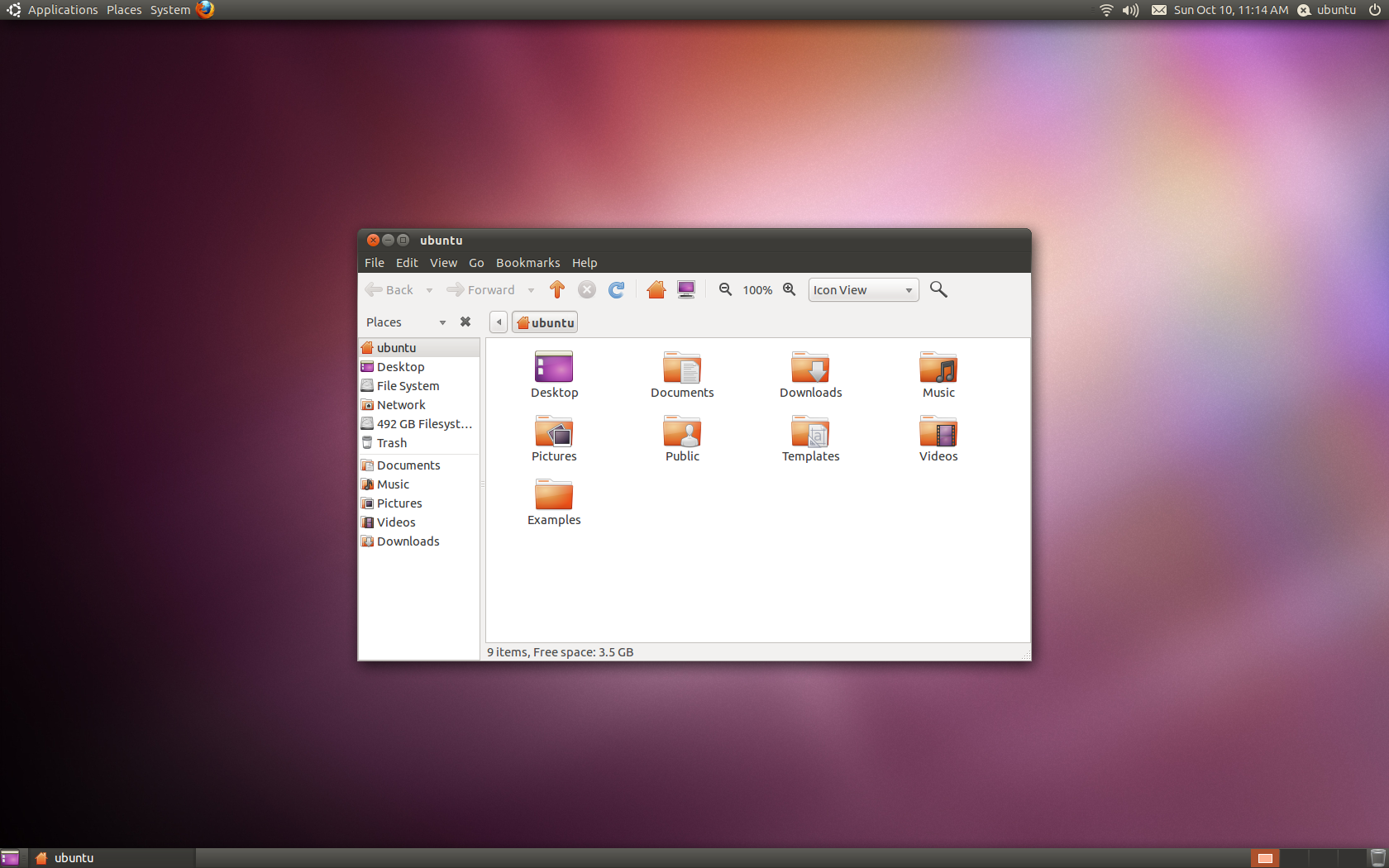
اوبنتو 10.10 "مافريك ميركات"
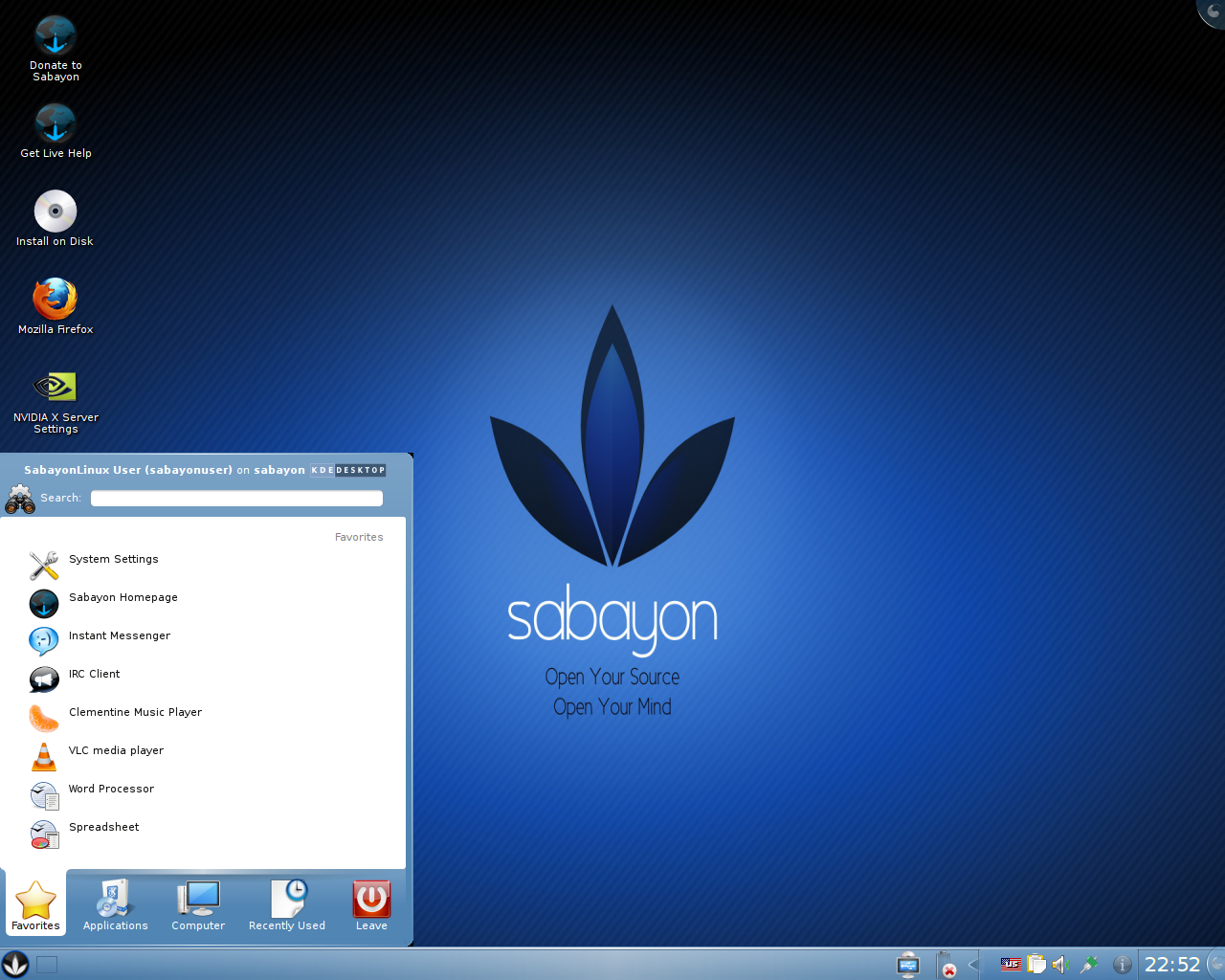
سابيون 5.2
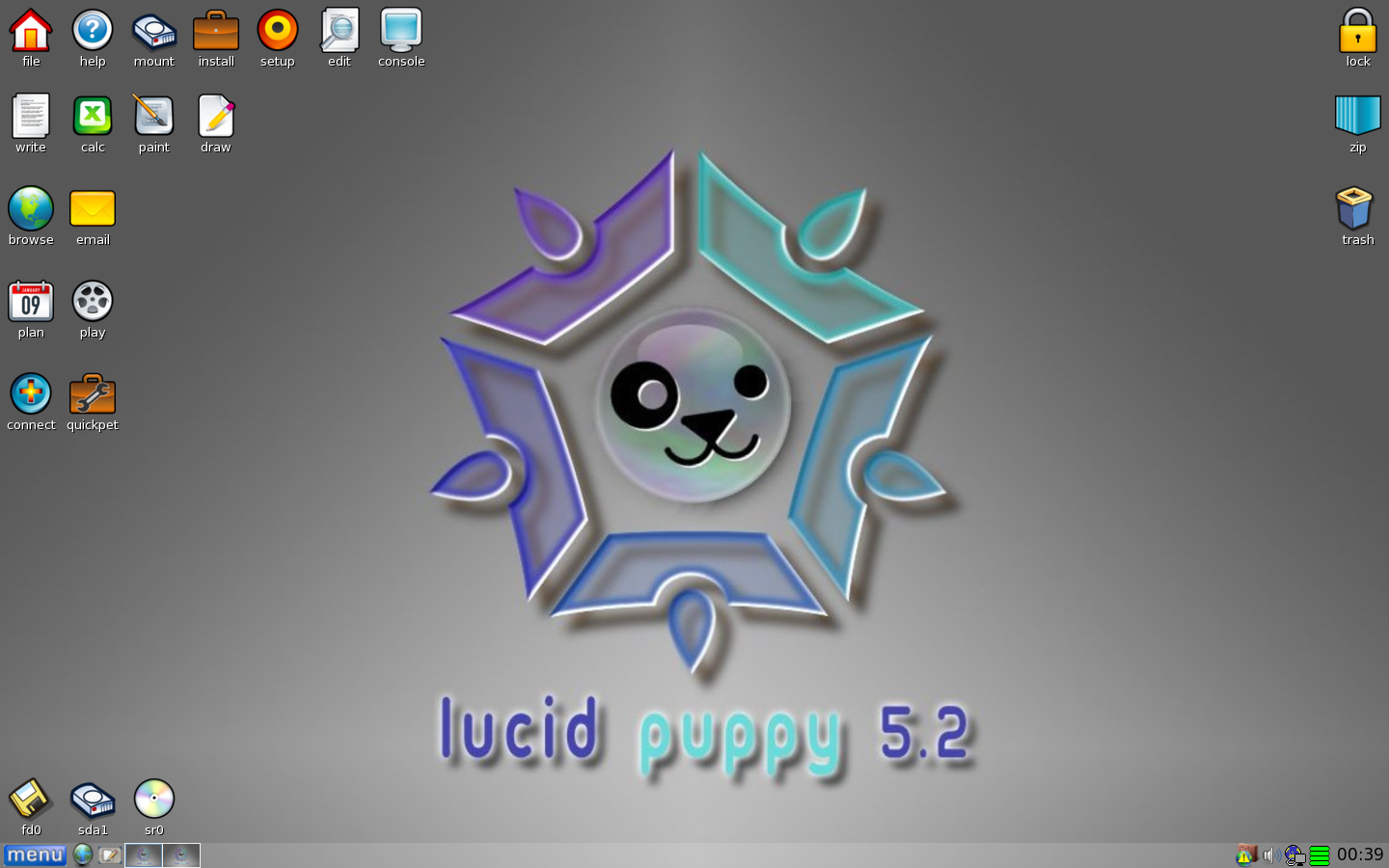
بوبي 5.2
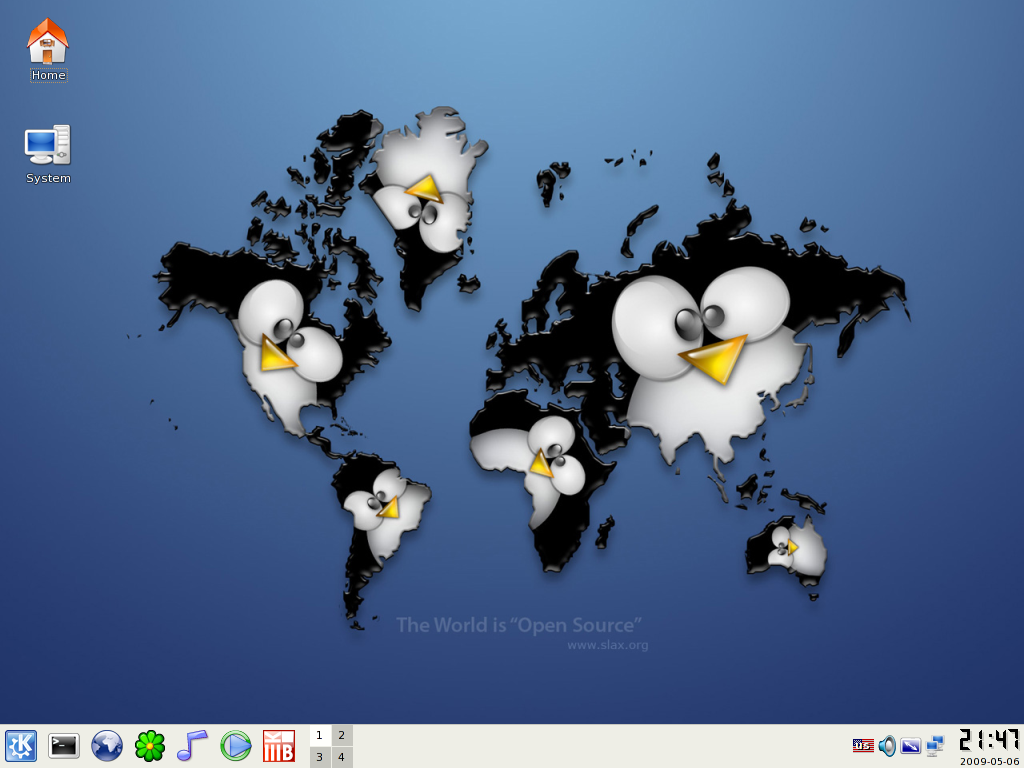
سلاكس 6.1.2
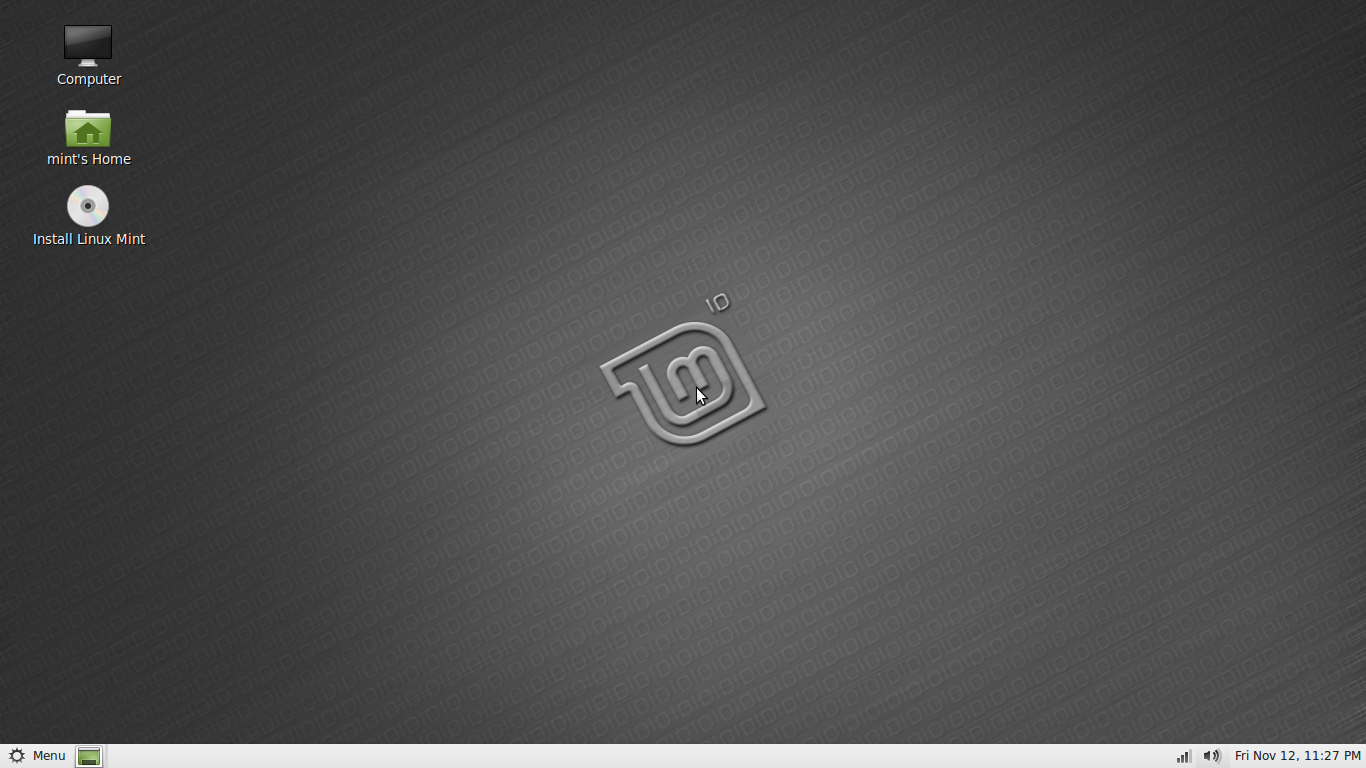
مينت 10 "جوليا"
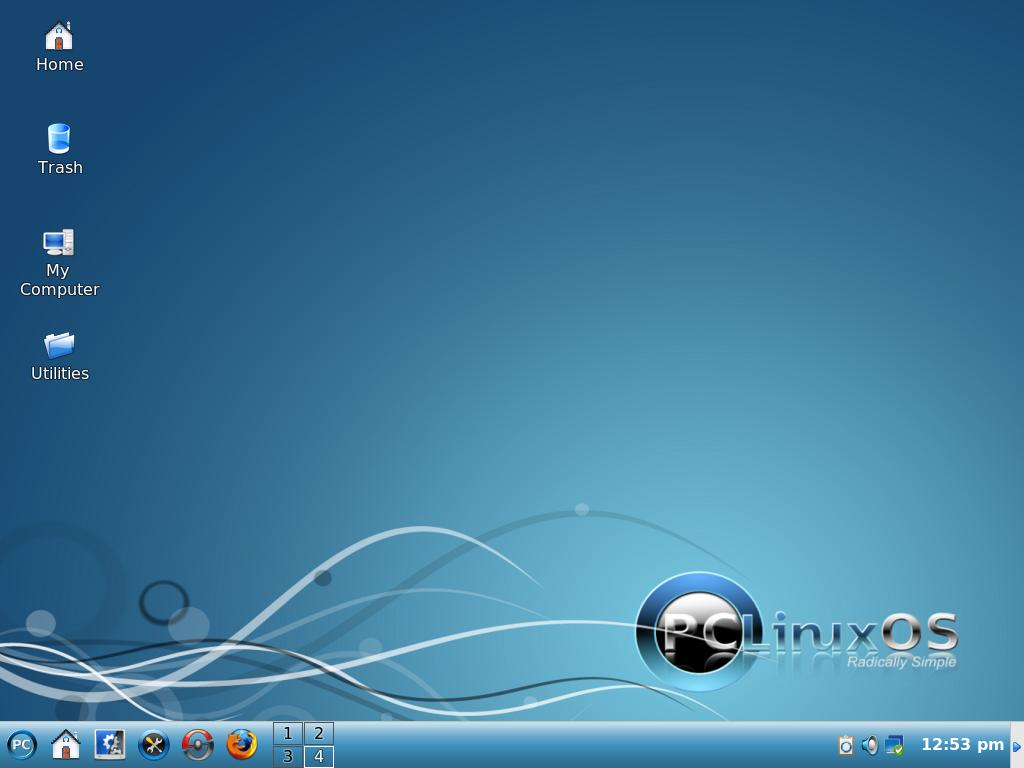
بي سي لينكس أو إس 2009.2

## وصلات خارجية
- موقع يتابع كل توزيعات لينكس